# 骆家坝镇
骆家坝镇，是中华人民共和国陕西省汉中市西乡县下辖的一个乡镇级行政单位。

## 行政区划
骆家坝镇下辖以下地区：
金家岭村、松树村、大兴村、漂草村、李坪村、骆镇村、回龙村、张家坝村和细辛村。